# Listă de actori luxemburghezi

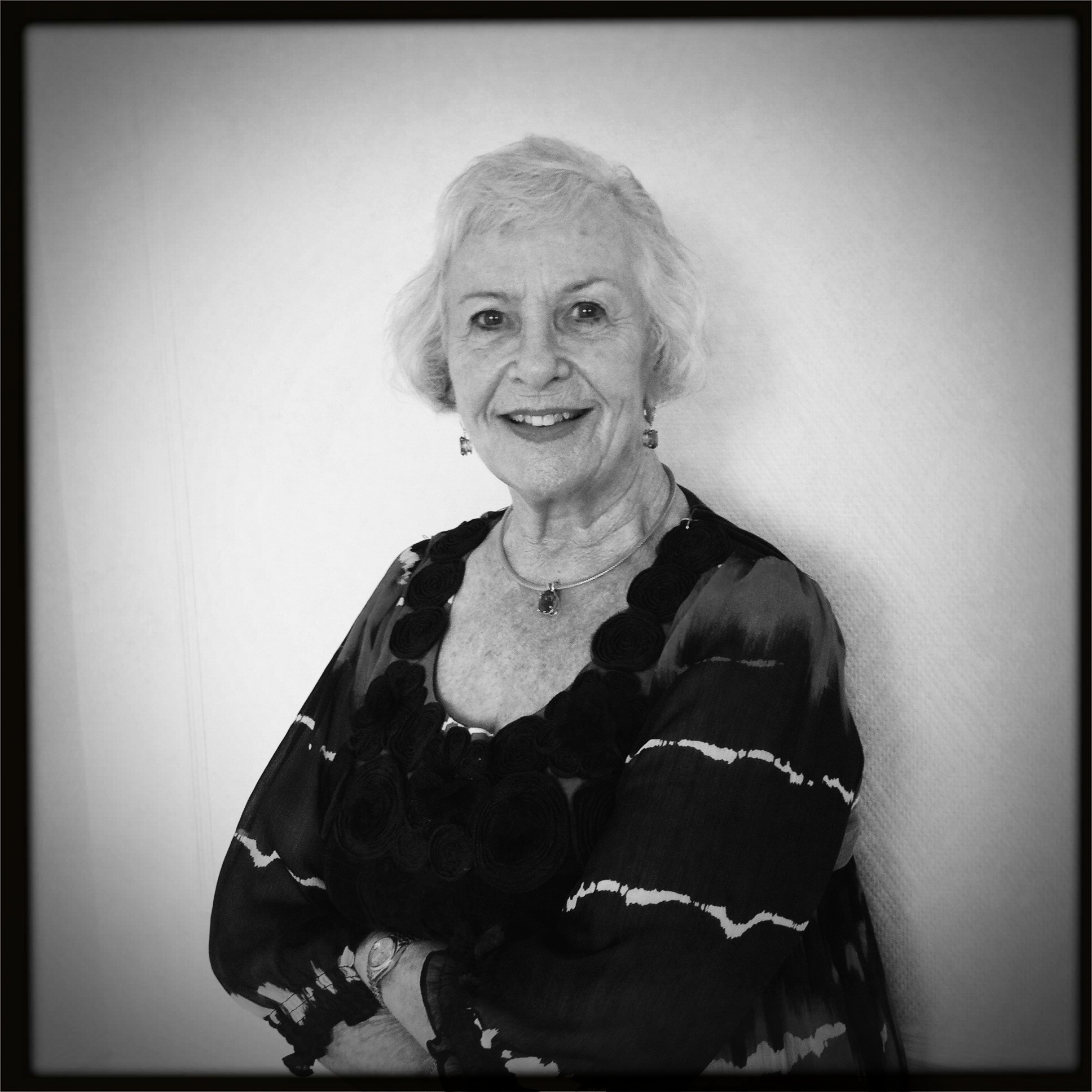
Germaine Damar

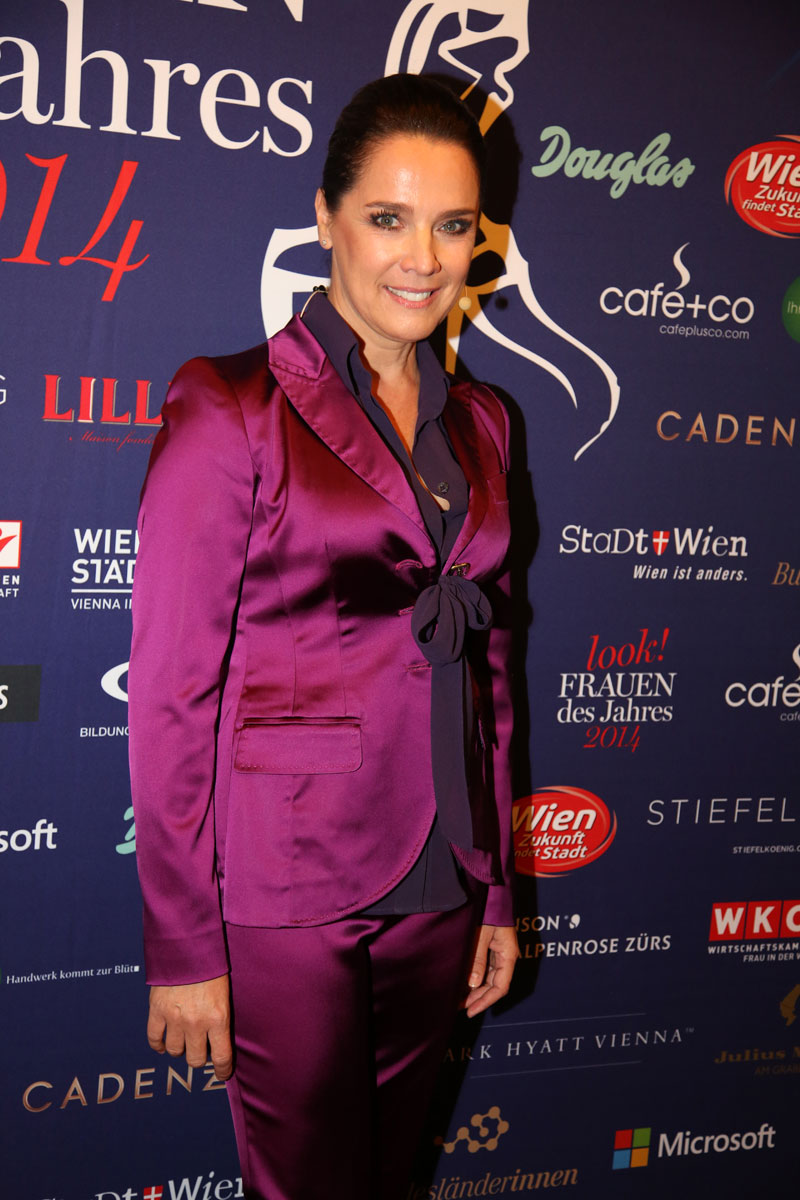
Désirée Nosbusch, 2014

Aceasta este o listă de actori luxemburghezi.
Cuprins: Început - 0–9 A B C D E F G H I J K L M N O P Q R S T U V W X Y Z

## B
- Marc Baum (*1978)
- Fabienne Biever (*1975)
- Aly Bintz (1929–2004)
- Martine Anne Breisch (*1976)

## C
- Michèle Clees

## D
- Germaine Damar (*1929)
- René Deltgen (1909–1979)
- Tun Deutsch (1932–1977)
- Auguste Donnen (1885–1956)

## F
- Shirin Fabeck
- Marie-Christine Faber (*1947)
- Luc Feit (*1962)
- Camille Felgen (1920–2005)
- Fernand Fox (*1934)
- Juliette François (1925–2007)

## G
- Gaston Gengler(*1977)
- Al Ginter (*1960)
- Pol Greisch (*1930)

## H
- Hary Haagen (1902–1980)
- Eugène Heinen (*1914)
- Pol Hoffmann (*1954)
- Jängi Hopp (1923–1971)

## J
- Marcel Jander (1917–2005)
- Jovicic Radica
- Guig Jost
- André Jung (1953)

## K
- Rita Kail (*1954)
- Steve Karier (*1961)
- Christian Kmiotek (*1960)
- Nora Koenig (*1979)
- Vicky Krieps (*1983)

## L
- Sascha Ley (*1967)
- Henri Losch (*1931)

## M
- Fernand Mathes (*1955)
- Léon Moulin (1897–1974)
- Myriam Muller (*1971)

## N
- Philippe Noesen (*1944)
- Désirée Nosbusch (*1965)

## O
- Marc Olinger (*1946)

## P
- Venant Paucké (1893–1965)
- Josiane Peiffer (*1952)

## R
- Jean-Paul Raths (*1956)
- Monique Reuter

## S
- Ketty Schilling

## T
- Claire Thill (*1978)
- Berthe Tissen (1911–1987)

## V
- Thierry van Werveke (1958–2009)
- Marie-Paule von Roesgen (*1931)

## W
- Germain Wagner (*1956)
- Jules Werner (*1977)

## Vezi și
- Listă de regizori luxemburghezi